# Lili Taylor
Lili Anne Taylor (Glencoe, 20 febbraio 1967) è un'attrice statunitense.

## Biografia e carriera
Quinta di sei figli, si diploma alla "New Trier High School" e in seguito studia recitazione alla DePaul University, muove i primi passi in teatro recitando nella compagnia teatrale "Piven Theater", al fianco di attori come Jeremy Piven, John Cusack e Aidan Quinn. Ad inizio carriera si fa notare in film come Mystic Pizza, Non per soldi... ma per amore e Nato il quattro luglio, mentre negli anni seguenti partecipa ad America oggi, Il valzer del pesce freccia, Mrs. Parker e il circolo vizioso e Four Rooms. Nel 1996 interpreta Valerie Solanas in Ho sparato a Andy Warhol, poi ha preso parte a Ransom - Il riscatto, Haunting - Presenze e Alta fedeltà. Negli ultimi anni lavora in campo televisivo, partecipando a serie tv come Deadline e Six Feet Under, per quest'ultima serie si è aggiudicata un Emmy per la sua interpretazione di Lisa Kimmel Fisher.

## Vita privata
È alta 1,57 m. 
Ha avuto relazioni con gli attori John Cusack, Eric Stoltz, Matthew Broderick, Michael Imperioli e Michael Rapaport. È sposata dal 25 novembre 2009 con lo scrittore Nick Flynn, da cui ha avuto una figlia, Maeve Taylor-Flynn.

## Filmografia

### Cinema
- Mystic Pizza, regia di Donald Petrie (1988)
- Non per soldi... ma per amore (Say Anything...), regia di Cameron Crowe (1989)
- Nato il quattro luglio (Born on the Fourth of July), regia di Oliver Stone (1989)
- Gli angeli volano basso (Bright Angel), regia di Michael Fields (1990)
- Dogfight - Una storia d'amore (Dogfight), regia di Nancy Savoca (1991)
- America oggi (Short Cuts), regia di Robert Altman (1993)
- Il valzer del pesce freccia (Arizona Dream), regia di Emir Kusturica (1993)
- Rudy - Il successo di un sogno (Rudy), regia di David Anspaugh (1993)
- Mrs. Parker e il circolo vizioso (Mrs. Parker and the Vicious Circle), regia di Alan Rudolph (1994)
- Prêt-à-Porter, regia di Robert Altman (1994)
- Cold Fever, regia di Friðrik Þór Friðriksson (1995)
- The Missing Ingredient, episodio di Four Rooms, regia di Allison Anders (1995)
- The Addiction - Vampiri a New York (The Addiction), regia di Abel Ferrara (1995)
- Ragazze di città (Girls Town), regia di Jim McKay (1996)
- Ho sparato a Andy Warhol (I Shot Andy Warhol), regia di Mary Harron (1996)
- Le cose che non ti ho mai detto (Cosas que nunca te dije), regia di Isabel Coixet (1996)
- Ransom - Il riscatto (Ransom), regia di Ron Howard (1996)
- The Listeners, episodio di Subway Stories - Cronache metropolitane (SUBWAYStories: Tales from the Underground), regia di Seth Zvi Rosenfeld (1997)
- Colpo di fulmine (Kicked in the Head), regia di Matthew Harrison (1997)
- Gli imbroglioni (The Impostors), regia di Stanley Tucci (1998)
- Pecker, regia di John Waters (1998)
- Haunting - Presenze (The Hauting), regia di Jan de Bont (1999)
- Alta Fedeltà (High Fidelity), regia di Stephen Frears (2000)
- Frankie e Ben - Una coppia a sorpresa (Gaudi Afternoon), regia di Susan Seidelman (2001)
- La storia di Anna Frank (Anne Frank: The Whole Story) regia di Robert Dornhelm (2001)
- Julie Johnson, regia di Bob Gosse (2001)
- Casa de los babys, regia di John Sayles (2003)
- Factotum, regia di Bent Hamer (2005)
- La scandalosa vita di Bettie Page (The Notorious Bettie Page), regia di Mary Harron (2005)
- Starting Out in the Evening, regia di Andrew Wagner (2007)
- The Promotion, regia di Steve Conrad (2008)
- Nemico pubblico - Public Enemies (Public Enemies), regia di Michael Mann (2009)
- Brooklyn's Finest, regia di Antoine Fuqua (2009)
- Being Flynn, regia di Paul Weitz (2012)
- About Cherry, regia di Stephen Elliott (2012)
- The Courier, regia di Hany Abu-Assad (2012)
- L'evocazione - The Conjuring (The Conjuring), regia di James Wan (2013)
- Blood Ties - La legge del sangue (Blood Ties), regia di Guillaume Canet (2013)
- Maze Runner - La fuga (Maze Runner: The Scorch Trials), regia di Wes Ball (2015)
- Fino all'osso (To the Bone), regia di Marti Noxon (2017)
- Leatherface, regia di Alexandre Bustillo e Julien Maury (2017)
- Eli, regia di Ciarán Foy (2019)
- The Evening Hour, regia di Braden King (2020)
- Paper Spiders, regia di Inon Shampanier (2020)

### Televisione
- X-Files (The X-Files) – serie TV, episodio 5x16 (1998)
- Six Feet Under – serie TV, 25 episodi (2002-2005)
- State of Mind – serie TV, 7 episodi (2007)
- The Good Wife – serie TV, 1 episodio (2010)
- Hemlock Grove – serie TV, 11 episodi (2013-2014)
- Almost Human – serie TV, 13 episodi (2013-2014)
- Gotham – serie TV, 1 episodio (2014)
- American Crime – serie TV, 21 episodi (2015-2017)
- Law & Order: Unità vittime speciali (Law & Order: Special Victims Unit) – serie TV, 1 episodio (2015)
- Chambers – serie TV, 7 episodi (2019)
- Perry Mason – serie TV, 7 episodi (2020)
- Outer Range - serie TV, 8 episodi (2022)

## Doppiatrici italiane
Nelle versioni in italiano dei suoi film, Lili Taylor è stata doppiata da:
- Laura Boccanera in Haunting - Presenze, Factotum, L'evocazione - The Conjuring, Maze Runner - La fuga, Perry Mason
- Alessandra Cassioli in The Addiction - Vampiri a New York, Law & Order - Unità vittime speciali, Almost Human, Fino all'osso
- Francesca Guadagno in Non per soldi... ma per amore, Gli imbroglioni
- Rossella Acerbo in Il valzer del pesce freccia, Rudy - Il successo di un sogno
- Antonella Baldini in Subway Stories - Cronache metropolitane, Alta fedeltà
- Roberta Greganti in Ho sparato a Andy Warhol, Six Feet Under
- Donatella Fanfani in Hemlock Grove, Leatherface
- Monica Ward in Mystic Pizza
- Cristina Boraschi in Nato il quattro luglio
- Cinzia Mantegazza in Dogfight - Una storia d'amore
- Chiara Colizzi in America oggi
- Monica Gravina in X-Files
- Silvia Pepitoni in Prêt-à-Porter
- Anna Cesareni in Ransom - Il riscatto
- Claudia Catani in Pecker
- Ida Sansone in Frankie e Ben - Una coppia a sorpresa
- Stella Gasparri in Nemico pubblico - Public Enemies
- Alessandra Korompay in The Good Wife
- Claudia Razzi in Brooklyn's Finest
- Beatrice Margiotti in Being Flynn
- Irene Di Valmo in Blood Ties - La legge del sangue
- Giuppy Izzo in American Crime
- Francesca Fiorentini in Eli
- Cinzia De Carolis in Chambers
- Dania Cericola in Outer Range

## Premi e riconoscimenti
- Emmy Awards
  - 2002 - Emmy alla miglior attrice ospite in una serie drammatica per Six Feet Under